# Long Lake, Illinois
Long Lake är en census-designated place i Lake County i Illinois. Vid 2020 års folkräkning hade Long Lake 3 663 invånare.